# Jens Stryger Larsen
Jens Stryger Larsen (phát âm tiếng Đan Mạch: [ˈjens stʁyɐ̯ ˈlɑːsn̩]; sinh ngày 21 tháng 2 năm 1991) là một cầu thủ bóng đá chuyên nghiệp người Đan Mạch hiện thi đấu  ở vị trí hậu vệ cho câu lạc bộ Trabzonspor tại Süper Lig và đội tuyển quốc gia Đan Mạch.

## Thống kê sự nghiệp

### Câu lạc bộ
Tính đến ngày 11 tháng 11 năm 2022
| Club         | Season       | League              | League | League | National cup | National cup | Continental | Continental | Other | Other | Total | Total |
| Club         | Season       | Division            | Apps   | Goals  | Apps         | Goals        | Apps        | Goals       | Apps  | Goals | Apps  | Goals |
| ------------ | ------------ | ------------------- | ------ | ------ | ------------ | ------------ | ----------- | ----------- | ----- | ----- | ----- | ----- |
| Brøndby      | 2009–10      | Danish Superliga    | 15     | 0      | 0            | 0            | —           | —           | —     | —     | 15    | 0     |
| Brøndby      | 2010–11      | Danish Superliga    | 20     | 2      | 1            | 0            | 6           | 0           | —     | —     | 27    | 2     |
| Brøndby      | 2011–12      | Danish Superliga    | 26     | 1      | 1            | 0            | 2           | 0           | —     | —     | 29    | 1     |
| Brøndby      | 2012–13      | Danish Superliga    | 30     | 3      | 4            | 1            | —           | —           | —     | —     | 34    | 4     |
| Brøndby      | Total        | Total               | 91     | 6      | 6            | 1            | 8           | 0           | —     | —     | 105   | 7     |
| Nordsjælland | 2013–14      | Danish Superliga    | 30     | 2      | 4            | 1            | 4           | 0           | —     | —     | 38    | 3     |
| Austria Wien | 2014–15      | Austrian Bundesliga | 19     | 1      | 2            | 0            | —           | —           | —     | —     | 21    | 1     |
| Austria Wien | 2015–16      | Austrian Bundesliga | 11     | 1      | 2            | 0            | —           | —           | —     | —     | 13    | 1     |
| Austria Wien | 2016–17      | Austrian Bundesliga | 29     | 0      | 2            | 0            | 12          | 0           | —     | —     | 43    | 0     |
| Austria Wien | 2017–18      | Austrian Bundesliga | 4      | 0      | 1            | 0            | 3           | 0           | —     | —     | 8     | 0     |
| Austria Wien | Total        | Total               | 63     | 2      | 7            | 0            | 15          | 0           | —     | —     | 85    | 2     |
| Udinese      | 2017–18      | Serie A             | 30     | 1      | 2            | 0            | —           | —           | —     | —     | 32    | 1     |
| Udinese      | 2018–19      | Serie A             | 36     | 1      | 1            | 0            | —           | —           | —     | —     | 37    | 1     |
| Udinese      | 2019–20      | Serie A             | 33     | 1      | 3            | 0            | —           | —           | —     | —     | 36    | 1     |
| Udinese      | 2020–21      | Serie A             | 33     | 2      | 2            | 0            | —           | —           | —     | —     | 35    | 2     |
| Udinese      | 2021–22      | Serie A             | 11     | 0      | 1            | 0            | —           | —           | —     | —     | 12    | 0     |
| Udinese      | Total        | Total               | 143    | 5      | 9            | 0            | —           | —           | —     | —     | 152   | 5     |
| Trabzonspor  | 2022–23      | Süper Lig           | 13     | 0      | 0            | 0            | 7           | 0           | 1     | 1     | 21    | 1     |
| Career total | Career total | Career total        | 340    | 15     | 26           | 2            | 34          | 0           | 1     | 1     | 401   | 18    |

1. 1 2 3 4  Appearance in UEFA Europa League
2. ↑  Two appearances in UEFA Champions League, two appearances in UEFA Europa League
3. ↑  Two appearances in UEFA Champions League, five appearances in UEFA Europa League
4. ↑  Appearance in Turkish Super Cup

### Quốc tế
Tính đến ngày 20 tháng 11 năm 2023
| Đội tuyển quốc gia | Năm  | Trận | Bàn |
| ------------------ | ---- | ---- | --- |
| Đan Mạch           | 2016 | 2    | 1   |
| Đan Mạch           | 2017 | 7    | 0   |
| Đan Mạch           | 2018 | 11   | 0   |
| Đan Mạch           | 2019 | 9    | 0   |
| Đan Mạch           | 2020 | 2    | 0   |
| Đan Mạch           | 2021 | 16   | 1   |
| Đan Mạch           | 2022 | 2    | 1   |
| Đan Mạch           | 2023 | 5    | 0   |
| Tổng               | Tổng | 54   | 3   |

Bàn thắng và kết quả của Đan Mạch được để trước.
| # | Ngày                | Địa điểm                               | Đối thủ       | Bàn thắng | Kết quả | Giải đấu                    |
| - | ------------------- | -------------------------------------- | ------------- | --------- | ------- | --------------------------- |
| 1 | 31 tháng 8 năm 2016 | Forum Horsens Arena, Horsens, Đan Mạch | Liechtenstein | 5–0       | 5–0     | Giao hữu                    |
| 2 | 28 tháng 3 năm 2021 | MCH Arena, Herning, Đan Mạch           | Moldova       | 4–0       | 8–0     | Vòng loại World Cup 2022    |
| 3 | 6 tháng 6 năm 2022  | Sân vận động Ernst Happel, Viên, Áo    | Áo            | 2–1       | 2–1     | UEFA Nations League 2022–23 |

## Danh hiệu
Trabzonspor
- Siêu cúp Thổ Nhĩ Kỳ: 2022